# Triticum dicoccoides
Triticum dicoccoides (Körn. ex Asch. & Graebn.) Schweinf. – gatunek pszenicy z rodziny wiechlinowatych (Poaceae). Rośnie dziko w Izraelu, Syrii, Libanie i Jordanii, Turcji, Iraku i Iranie.

## Morfologia
Kłosy tego gatunku pszenicy mają ziarniaki zrośnięte z ościstą plewą, a osadka dojrzałych kłosów jest bardzo łamliwa, wskutek czego po dojrzeniu kłos ulega samorzutnemu rozpadowi.

## Historia udomowienia
Triticum dicoccoides był najwcześniej przez ludzi wykorzystywanym gatunkiem pszenicy. Nasiona początkowo zbierano z siedlisk naturalnych. Pszenica ta jest też przodkiem niemal wszystkich obecnie uprawianych pszenic, w tym najważniejszych: pszenicy zwyczajnej (Triticum aestivum) i pszenicy płaskurki (Triticum dicoccum). Wskazują na to genetyczne badania ich genomów. Najstarsze znaleziska ziarniaków T. dicoccoides pochodzą sprzed 23 tysięcy lat znad brzegów Jeziora Galilejskiego (stanowisko Ohalo II w obecnym Izraelu). Ziarniaki te były mielone i wykorzystywane do wypieku chleba. Uprawę rozpoczęto w rejonie Żyznego Półksiężyca. Wykopaliska w Netiv Hugdud (na terenie obecnej Jordanii) wskazują, że zaczęto ją uprawiać przynajmniej 11 300 lat temu (okres neolitu).
Obecnie pszenica T. dicoccoides nie jest już uprawiana, gdyż ma zbyt małą wydajność, a jej kłosy są zbyt łamliwe i rozpadają się już na polu. Może być jednak wykorzystywana do krzyżowań międzygatunkowych.

## Genetyka
Triticum dicoccoides jest tetraploidem (liczba chromosomów 2n = 28), powstałym w wyniku skrzyżowania roślin należących do różnych rodzajów: Triticum urartu i Aegilops speltoides. Zlokalizowano gen NAM-B1, który hamuje dojrzewanie ziarna i powoduje większy rozmiar ziarniaków, ale jednocześnie zmniejsza ilość azotu, żelaza i cynku w liściach i nasionach roślin. Gen ten występuje zarówno wśród dzikich, jaki udomowionych form T. dicoccoides, ale brak go u współcześnie uprawianych pszenic. Do niedawna wierzono, że zniknął on podczas procesu udomowienia. Najnowsze jednak badania historycznych odmian (Asplund i współpracownicy), wykazały, że gen ten był obecny w pszenicach uprawianych w północnej Europie do połowy XIX wieku. Asplund z współpracownikami twierdzi, że gen ten w tych regionach mógł się tak długo utrzymać ze względu na potrzebę wczesnej dojrzałości w regionach o krótkim okresie wegetacji.